# إطلاق نار فارمنجتون 2023
في 15 مايو 2023، وقع إطلاق نار جماعي في منطقة بروكسايد بارك في فارمنجتون، نيو مكسيكو، الولايات المتحدة. وقتل مطلق النار ثلاثة اشخاص واصيب ستة اخرون بالرصاص قبل ان تقتل الشرطة مطلق النار.

## اطلاق الرصاص
بدأ إطلاق النار في 15 مايو 2023، حوالي الساعة 10:56 صباحًا. ووقع إطلاق النار في مدينة فارمنجتون، على بعد 180 ميلا (290 كم) شمال غرب البوكيرك.
وشرع مطلق النار في إطلاق النار على المنازل والسائقين القريبين أثناء سيره في المنطقة. تم إرسال الشرطة الساعة 10:57 صباحًا ووصلت الساعة 11:02 أكون وقتلت الشرطة مطلق النار بعد ثلاث إلى أربع دقائق. وبحسب شرطة فارمنجتون، أطلق مطلق النار حوالي 150 طلقة خلال الحادث وأصاب ما لا يقل عن سبعة منازل وإحدى عشرة سيارة.
وأثناء المواجهة مع الشرطة، صرخ مطلق النار عليهم "تعالوا اقتلوني". كان مطلق النار قد ترك ملاحظة مكتوبة بخط اليد ورد فيها، جزئياً، "إذا قرأت هذا أنا نهاية الفصل". كما حذرت المذكرة أولئك الذين "يضعون عيونًا أو [يجرؤون] على وضع إصبع على أختي الصغيرة".

## الضحايا
قُتلت ثلاث نساء تتراوح أعمارهن بين 73 و 97 عامًا. كان القتلى في سيارات وقت إطلاق النار، وتوفي أحد الضحايا بعد نقله إلى مستشفى محلي. كان اثنان من الضحايا مرتبطين ببعضهما البعض وكانا يسافران معًا إلى مدرسة قريبة. تم إطلاق النار عليهم أثناء محاولتهم التوقف لتقديم المساعدة للضحية الأولى.
وأصيب ستة آخرون بنيران النيران، من بينهم اثنان من ضباط الشرطة المستجيبين. وأصيب ما لا يقل عن أربعة آخرين بجروح لم تكن ناجمة عن إطلاق النار.

## ما بعد الكارثة
تم وضع مدارس فارمنجتون البلدية في حالة إغلاق لمدة ساعتين تقريبًا بسبب الاعتقاد الأولي من قبل الشرطة بوجود مطلق نار ثان متورط. أقيمت وقفة احتجاجية للضحايا في تلك الليلة في كنيسة محلية مع وقفات احتجاجية إضافية تحدث على مدار الأسبوع.

## تحقيق
قال مكتب الكحول والتبغ والأسلحة النارية والمتفجرات في تغريدة في الساعة 12:55 قال رئيس الوزراء إنهم كانوا "يساعدون في تقرير عن حادث إطلاق نار جماعي" في فارمنجتون. وتحقق شرطة ولاية نيو مكسيكو ومكتب التحقيقات الفيدرالي أيضًا في حادث إطلاق النار.

## مرتكب الجريمة
تم التعرف على المسلح على أنه بو ويلسون البالغ من العمر 18 عامًا، وهو طالب في مدرسة فارمنجتون الثانوية. وبحسب ما ورد كان لديه سترة معدلة واقية من الرصاص إلى جانب "سلاحين من نوع المسدس"، ذكرت شرطة فارمنجتون فيما بعد أنهما مسدسان عيار 0.22 و 9 ملم، وبندقية من طراز AR-15. وفقًا للشرطة المحلية، اشترى ويلسون بشكل قانوني بندقية من طراز AR-15 في أواخر عام 2022 واشترى ثلاث مجلات من طراز AR-15 قبل أيام من إطلاق النار، بينما يُعتقد أن المسدسات كانت مملوكة لأفراد الأسرة. بموجب قانون ولاية نيو مكسيكو، يجب أن يكون عمر الشخص 19 عامًا على الأقل حتى يكون بحوزته مسدس. قال أحد أفراد شرطة فارمنجتون في مؤتمر صحفي في اليوم التالي لإطلاق النار إنه لم يتضح ما إذا كان أفراد الأسرة على علم بحوزة المشتبه به مسدساتهم.

## تفاعلات
قدمت حاكمة ولاية نيو مكسيكو ميشيل لوجان غريشام تعازيها للضحايا وقالت إن إطلاق النار "يعد بمثابة تذكير آخر لكيفية تدمير العنف المسلح للحياة في ولايتنا وبلدنا كل يوم". في بيان مشترك، صرح أعضاء الكونجرس الخمسة في نيو مكسيكو أنهم سيعززون تشريعات مراقبة الأسلحة. كما استجابت منظمة برادي، وهي منظمة غير ربحية تركز على منع العنف باستخدام الأسلحة النارية، إلى إطلاق النار.